# Liste des maires d'Orvault
La liste des maires d'Orvault présente la liste des maires de la commune française d'Orvault, située dans le département de la Loire-Atlantique en région Pays de la Loire.

## La mairie

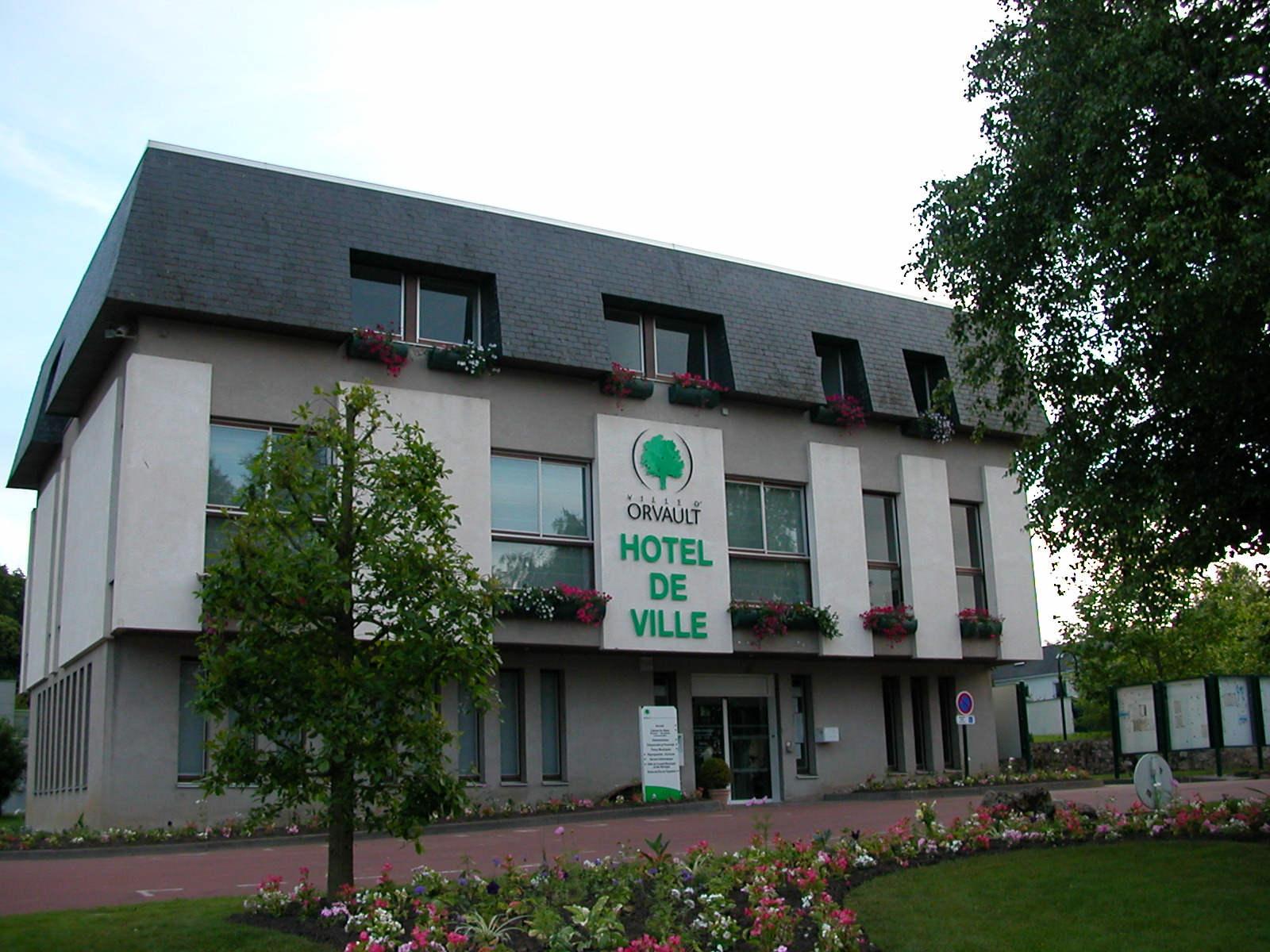
La mairie en 2008.

## Liste des maires

### Entre 1793 et 1945
| Période                                  | Période      | Identité                                         | Étiquette | Qualité                                                         |
| ---------------------------------------- | ------------ | ------------------------------------------------ | --------- | --------------------------------------------------------------- |
| 1793                                     | ?            | Julien Éon de La Guidoire                        |           |                                                                 |
| Les données manquantes sont à compléter. |              |                                                  |           |                                                                 |
| ca. 1802                                 | ?            | Julien Pierre Dumoulin                           |           |                                                                 |
| 1804                                     | 1807         | M. Abraham                                       |           | Notaire à Nantes Démissionnaire                                 |
| 1807                                     | 1824         | Louis de Boussineau                              |           |                                                                 |
| 1824                                     | ?            | Charles-Louis-Florimond Poictevin de La Rochette |           |                                                                 |
| Les données manquantes sont à compléter. |              |                                                  |           |                                                                 |
| ?                                        | 1830         | Félix Rolland                                    |           |                                                                 |
| 1830                                     | 1840         | Julien Guillet de La Brosse (1784-1843)          |           |                                                                 |
| 1840                                     | 1848         | Jean-Marie Marais (1791-1871)                    |           | Raffineur à Nantes                                              |
| 1848                                     | janvier 1882 | Louis Guillet de la Brosse père (1822-1882)      |           |                                                                 |
| 1882                                     | mai 1900     | Louis Guillet de la Brosse fils                  |           |                                                                 |
| mai 1900                                 | juillet 1910 | Alfred Guillet de la Brosse (1845-1910)          |           | Propriétaire du château de La Grée Décédé en fonction           |
| 1910                                     | ?            | Félix Rolland                                    |           |                                                                 |
| Les données manquantes sont à compléter. |              |                                                  |           |                                                                 |
| ?                                        | ?            | Jules Louis Hardy (1852-1926)                    |           |                                                                 |
| ca. 1921                                 | 1941         | Gilbert Guillet de la Brosse (1880-1952)         |           | Agriculteur, licencié en droit Propriétaire du château du Loret |
| 1941                                     | 1945         | Clément Granger                                  |           |                                                                 |

### Depuis 1945
| Période         | Période         | Identité                                 | Étiquette             | Qualité |
| --------------- | --------------- | ---------------------------------------- | --------------------- | --- |
| 1945            | octobre 1947    | Thomas Kergrohen                         |                       | |
| octobre 1947    | 21 octobre 1952 | Gilbert Guillet de la Brosse (1880-1952) | DVD                   | Agriculteur, licencié en droit Propriétaire du château du Loret Chevalier de la Légion d'honneur (1951) Chevalier du Mérite agricole et du Mérite social Décédé en fonction |
| novembre 1952   | 26 janvier 1967 | Hubert Guillet de la Brosse (1893-1967)  | DVD                   | Ancien militaire (commandant) · Chevalier de la Légion d'honneur (1945) · Décédé en fonction |
| 1er mars 1967   | 19 octobre 1974 | Marcel Deniau (1896-1975)                | DVD                   | Minotier, ancien comptable Adjoint au maire (1965 → 1967) Démissionnaire pour raison de santé |
| 19 octobre 1974 | 25 mars 1977    | Michel Baudry                            | DVD                   | Médecin généraliste puis allergologue Premier adjoint au maire (1967 → 1974) |
| 25 mars 1977    | 11 mars 1983    | Maurice Poujade (1931-2005)              | PS                    | Enseignant en histoire et géographie au CFPEGC |
| 11 mars 1983    | 18 mars 2001    | André Louisy                             | UDF-PR puis DL        | Professeur d'université, ancien chargé de mission Conseiller général d'Orvault (1982 → 1998) Vice-président du conseil général (? → 1998) Vice-président du District de l'agglomération nantaise Député suppléant de Joseph-Henri Maujoüan du Gasset (1978 → 1986) et Monique Papon (1988 → 1997) Maire honoraire |
| 18 mars 2001    | 3 juillet 2020  | Joseph Parpaillon                        | UDF puis Centre droit | Cadre administratif et financier Premier adjoint au maire (1999 → 2001) Conseiller général d'Orvault (2004 → 2015) 6e vice-président de Nantes Métropole |
| 3 juillet 2020  | En cours        | Jean-Sébastien Guitton                   | DVG/ECO               | Vétérinaire et chercheur en épidémiologie animale 4e vice-président de Nantes Métropole (2020 → ) |

## Conseil municipal actuel
Les 35 sièges composant le conseil municipal ont été pourvus le 28 juin 2020 à l'issue du second tour de scrutin. Actuellement, il est réparti comme suit : 

## Résultats des élections municipales

### Élection municipale de 2020
| Tête de liste                     | Tête de liste            | Liste                    | Premier tour | Premier tour | Second tour | Second tour | Sièges | Sièges |
| Tête de liste                     | Tête de liste            | Liste                    | Voix         | %            | Voix        | %           | CM     | CC     |
| --------------------------------- | ------------------------ | ------------------------ | ------------ | ------------ | ----------- | ----------- | ------ | ------ |
|                                   | Jean-Sébastien Guitton   | DVG-ECO-EELV-PS-UDB      | 2 853        | 35,23        | 3 566       | 41,75       | 25     | 3      |
| La transition positive            |                          |                          | 2 853        | 35,23        | 3 566       | 41,75       | 25     | 3      |
|                                   | Sébastien Arrouët        | DVC-LREM-LR              | 2 602        | 32,13        | 2 625       | 30,73       | 5      | 1      |
| Une nouvelle énergie pour Orvault |                          |                          | 2 602        | 32,13        | 2 625       | 30,73       | 5      | 1      |
|                                   | Monique Maisonneuve      | UC                       | 2 643        | 32,63        | 2 351       | 27,52       | 5      | 0      |
| L'humain au cœur de l'action      |                          |                          | 2 643        | 32,63        | 2 351       | 27,52       | 5      | 0      |
|                                   |                          |                          |              |              |             |             |        |        |
| Votes exprimés                    | Votes exprimés           | Votes exprimés           | 8 098        | 97,81        | 8 542       | 98,68       |        |        |
| Votes blancs                      | Votes blancs             | Votes blancs             | 181          | 2,19         | 114         | 1,32        |        |        |
| Votes nuls                        | Votes nuls               | Votes nuls               | 0            | 0            | 0           | 0,00        |        |        |
| Total                             | Total                    | Total                    | 8 279        | 100,00       | 8 656       | 100,00      | 35     | 4      |
| Abstentions                       | Abstentions              | Abstentions              | 11 853       | 58,88        | 11 519      | 57,10       |        |        |
| Inscrits / participation          | Inscrits / participation | Inscrits / participation | 20 132       | 41,12        | 20 175      | 42,90       |        |        |

### Élection municipale de 2014
|                                                | Joseph Parpaillon * | DVD-UMP-UDI (UD)     | 6 653  | 59,66  | 28 | 3 |  |  |
| Orvault rassemblé                              |                     |                      | 6 653  | 59,66  | 28 | 3 |  |  |
|                                                | Erwan Huchet        | PS-PCF-EELV-UDB (UG) | 4 498  | 40,33  | 7  | 1 |  |  |
| Générations solidaires pour l'avenir d'Orvault |                     |                      | 4 498  | 40,33  | 7  | 1 |  |  |
|                                                |                     |                      |        |        |    |   |  |  |
| Inscrits                                       | Inscrits            | Inscrits             | 19 527 | 100,00 |    |   |  |  |
| Abstentions                                    | Abstentions         | Abstentions          | 7 762  | 39,75  |    |   |  |  |
| Votants                                        | Votants             | Votants              | 11 765 | 60,25  |    |   |  |  |
| Blancs et nuls                                 | Blancs et nuls      | Blancs et nuls       | 614    | 5,22   |    |   |  |  |
| Exprimés                                       | Exprimés            | Exprimés             | 11 151 | 94,78  |    |   |  |  |
| * Liste du maire sortant                       |                     |                      |        |        |    |   |  |  |

### Élection municipale de 2008
|                                     | Joseph Parpaillon * | DVD-UMP-MoDem              | 6 296  | 52,21  | 27 |  |  |  |
| Orvault 2008 avec Joseph Parpaillon |                     |                            | 6 296  | 52,21  | 27 |  |  |  |
|                                     | François de Rugy    | LV-PS-PCF-UDB-PRG-MRC (UG) | 5 764  | 47,79  | 8  |  |  |  |
| Orvault c'est vous                  |                     |                            | 5 764  | 47,79  | 8  |  |  |  |
|                                     |                     |                            |        |        |    |  |  |  |
| Inscrits                            | Inscrits            | Inscrits                   | 19 080 | 100,00 |    |  |  |  |
| Abstentions                         | Abstentions         | Abstentions                | 6 611  | 34,65  |    |  |  |  |
| Votants                             | Votants             | Votants                    | 12 469 | 65,35  |    |  |  |  |
| Blancs ou nuls                      | Blancs ou nuls      | Blancs ou nuls             | 409    | 3,28   |    |  |  |  |
| Exprimés                            | Exprimés            | Exprimés                   | 12 060 | 96,72  |    |  |  |  |
| * Liste du maire sortant            |                     |                            |        |        |    |  |  |  |

### Élection municipale de 2001
| Tête de liste                           | Tête de liste     | Liste                  | Premier tour | Premier tour | Second tour | Second tour | Sièges  | Sièges |
| Tête de liste                           | Tête de liste     | Liste                  | Voix         | %            | Voix        | %           | CM      |        |
| --------------------------------------- | ----------------- | ---------------------- | ------------ | ------------ | ----------- | ----------- | ------- | ------ |
|                                         | Joseph Parpaillon | UDF-RPR-DVD (UD)       | 4 933        | 49,55        | 5 289       | 50,91       | 27      |        |
| Orvault 2001 avec vous                  |                   |                        | 4 933        | 49,55        | 5 289       | 50,91       | 27      |        |
|                                         | Jean-Claude Rault | PS-LV-PRG-UDB (G. pl.) | 3 960        | 39,78        | 5 100       | 49,09       | 8       |        |
| Orvault, l'avenir est en nous !         |                   |                        | 3 960        | 39,78        | 5 100       | 49,09       | 8       |        |
|                                         | Frédéric L'Honoré | DVG                    | 1 063        | 10,68        | Retrait     | Retrait     | Retrait |        |
| Ensemble pour Orvault, le choix citoyen |                   |                        | 1 063        | 10,68        | Retrait     | Retrait     | Retrait |        |
|                                         |                   |                        |              |              |             |             |         |        |
| Inscrits                                | Inscrits          | Inscrits               | 18 077       | 100,00       | 18 077      | 100,00      |         |        |
| Abstentions                             | Abstentions       | Abstentions            | 7 748        | 42,86        | 7 370       | 40,77       |         |        |
| Votants                                 | Votants           | Votants                | 10 329       | 57,14        | 10 707      | 59,23       |         |        |
| Blancs ou nuls                          | Blancs ou nuls    | Blancs ou nuls         | 373          | 3,61         | 318         | 2,97        |         |        |
| Exprimés                                | Exprimés          | Exprimés               | 9 956        | 96,39        | 10 389      | 97,03       |         |        |

### Élection municipale de 1995
|                          | André Louisy *      | UDF-RPR-CNI (UD)            | 5 551  | 52,15  | 27 |  |  |  |
| Orvault j'aime           |                     |                             | 5 551  | 52,15  | 27 |  |  |  |
|                          | Jean-Claude Lebossé | PS-PCF-UDB-Radical-ECO (UG) | 5 094  | 47,85  | 8  |  |  |  |
| Demain Orvault           |                     |                             | 5 094  | 47,85  | 8  |  |  |  |
|                          |                     |                             |        |        |    |  |  |  |
| Inscrits                 | Inscrits            | Inscrits                    | 17 718 | 100,00 |    |  |  |  |
| Abstentions              | Abstentions         | Abstentions                 | 6 826  | 38,53  |    |  |  |  |
| Votants                  | Votants             | Votants                     | 10 892 | 61,47  |    |  |  |  |
| Blancs ou nuls           | Blancs ou nuls      | Blancs ou nuls              | 247    | 2,27   |    |  |  |  |
| Exprimés                 | Exprimés            | Exprimés                    | 10 645 | 97,73  |    |  |  |  |
| * Liste du maire sortant |                     |                             |        |        |    |  |  |  |

### Élection municipale de 1989
| Tête de liste                               | Tête de liste     | Liste                  | Premier tour | Premier tour | Second tour | Second tour | Sièges | Sièges |
| Tête de liste                               | Tête de liste     | Liste                  | Voix         | %            | Voix        | %           | CM     |        |
| ------------------------------------------- | ----------------- | ---------------------- | ------------ | ------------ | ----------- | ----------- | ------ | ------ |
|                                             | André Louisy      | UDF-RPR-CNI-DVD        | 5 243        | 49,68        | 5 473       | 50,31       | 27     |        |
| Orvault d'abord                             |                   |                        | 5 243        | 49,68        | 5 473       | 50,31       | 27     |        |
|                                             | Jean-Claude Rault | PS-PCF-MRG-UDB-OF (UG) | 4 133        | 39,16        | 5 406       | 49,69       | 8      |        |
| Orvault côté cœur, liste solidarité progrès |                   |                        | 4 133        | 39,16        | 5 406       | 49,69       | 8      |        |
|                                             | Didier Cornil     | Écol.                  | 1 178        | 11,16        | 5 406       | 49,69       | 8      |        |
| Écologie solidarité Orvault                 |                   |                        | 1 178        | 11,16        | 5 406       | 49,69       | 8      |        |
|                                             |                   |                        |              |              |             |             |        |        |
| Inscrits                                    | Inscrits          | Inscrits               | 16 301       | 100,00       | 16 298      | 100,00      |        |        |
| Abstentions                                 | Abstentions       | Abstentions            | 5 531        | 33,93        | 5 235       | 32,12       |        |        |
| Votants                                     | Votants           | Votants                | 10 770       | 66,07        | 11 063      | 67,88       |        |        |
| Nuls                                        | Nuls              | Nuls                   | 216          | 1,32         | 184         | 1,13        |        |        |
| Exprimés                                    | Exprimés          | Exprimés               | 10 554       | 64,74        | 10 879      | 66,75       |        |        |
| * Liste du maire sortant                    |                   |                        |              |              |             |             |        |        |

### Élection municipale de 1983
|                                                             | André Louisy      | UDF-RPR-DVD             | 5 723  | 52,62  | 19 |  |  |  |
| Orvault d'abord                                             |                   |                         | 5 723  | 52,62  | 19 |  |  |  |
|                                                             | Maurice Poujade * | PS-PCF-MRG-UDB-PSU (UG) | 5 152  | 47,38  | 8  |  |  |  |
| Liste d'union de la gauche et de la majorité présidentielle |                   |                         | 5 152  | 47,38  | 8  |  |  |  |
|                                                             |                   |                         |        |        |    |  |  |  |
| Inscrits                                                    | Inscrits          | Inscrits                | 15 088 | 100,00 |    |  |  |  |
| Abstentions                                                 | Abstentions       | Abstentions             | 3 942  | 26,13  |    |  |  |  |
| Votants                                                     | Votants           | Votants                 | 11 146 | 73,87  |    |  |  |  |
| Nuls                                                        | Nuls              | Nuls                    | 271    | 1,79   |    |  |  |  |
| Exprimés                                                    | Exprimés          | Exprimés                | 10 875 | 72,08  |    |  |  |  |

### Élection municipale de 1977
| Tête de liste              | Tête de liste   | Liste               | Premier tour | Premier tour | Second tour | Second tour | Sièges | Sièges |
| Tête de liste              | Tête de liste   | Liste               | Voix         | %            | Voix        | %           | 1er    | 2d     |
| -------------------------- | --------------- | ------------------- | ------------ | ------------ | ----------- | ----------- | ------ | ------ |
|                            | Maurice Poujade | PS-PCF-UDB-DVG (UG) | 4 350        | 50,33        | 3 950       | 48,50       | 22     | 0      |
| Liste d'union de la gauche |                 |                     | 4 350        | 50,33        | 3 950       | 48,50       | 22     | 0      |
|                            | Michel Baudry * | DVD-RPR (Maj.)      | 4 250        | 49,17        | 4 153       | 50,99       | 0      | 5      |
| Orvault 83                 |                 |                     | 4 250        | 49,17        | 4 153       | 50,99       | 0      | 5      |
|                            |                 |                     |              |              |             |             |        |        |
| Inscrits                   | Inscrits        | Inscrits            | 12 134       | 100,00       | 12 134      | 100,00      |        |        |
| Abstentions                | Abstentions     | Abstentions         | 3 341        | 27,53        | 3 879       | 31,97       |        |        |
| Votants                    | Votants         | Votants             | 8 793        | 72,46        | 8 255       | 68,03       |        |        |
| Exprimés                   | Exprimés        | Exprimés            | 8 643        | 71,23        | 8 144       | 67,11       |        |        |
| * Liste du maire sortant   |                 |                     |              |              |             |             |        |        |

### Élection municipale de 1971
|                                                                | Marcel Deniau * | Mod.-Ind.   | 3 497 | 66,76  | 27 |  |  |  |
| Liste indépendante pour le bien communal                       |                 |             | 3 497 | 66,76  | 27 |  |  |  |
|                                                                | Clément Berger  | PS-PSU (UG) | 1 708 | 32,61  |    |  |  |  |
| Liste d'union de la gauche pour la démocratie et le socialisme |                 |             | 1 708 | 32,61  |    |  |  |  |
|                                                                |                 |             |       |        |    |  |  |  |
| Inscrits                                                       | Inscrits        | Inscrits    | 7 881 | 100,00 |    |  |  |  |
| Abstentions                                                    | Abstentions     | Abstentions | -     | -      |    |  |  |  |
| Votants                                                        | Votants         | Votants     | -     | -      |    |  |  |  |
| Exprimés                                                       | Exprimés        | Exprimés    | 5 238 | 66,46  |    |  |  |  |
| * Liste du maire sortant                                       |                 |             |       |        |    |  |  |  |